# لوئیجی اسکوارتزینا
لوئیجی اسکوارتزینا (ایتالیایی: Luigi Squarzina; ۱۸ فوریهٔ ۱۹۲۲ – ۸ اکتبر ۲۰۱۰) نمایشنامه‌نویس، کارگردان نمایش و هنرپیشه اهل ایتالیا بود.
از فیلم‌هایی که وی در آن نقش داشته‌است، می‌توان به صندلی راننده و ماجرای ماتئی اشاره کرد.